# L.O.V.E
「L.O.V.E」はももいろクローバーZの楽曲。キングレコードから2022年12月23日に配信限定でリリースされた。

## タイアップ
- ももいろクリスマス2022 LOVEテーマソング

## 曲の詳細
1. L.O.V.E
  - 作詞 : 栗原暁（Jazzin'park）･久保田真悟（Jazzin'park）作曲 :久保田真悟（Jazzin'park）